# Франтишек Грегор
Франтишек Грегор (слч. František Gregor; Храдец Кралове, 8. децембар 1938 − 10. март 2013) био је чехословачки и словачки хокејаш на леду.
Највећи део играчке каријере провео је у дресу Слована из Братиславе за који је играо 12 сезона, а једно краће време играо је и за Дуклу из Јихлаве и Кошице. У првенству Чехословачке одиграо је укупно 480 утакмица и постигао 77 голова.
Са репрезентацијом Чехословачке играо је на једном светским и 2 олимпијска турнира где је освојио две бронзане и једну сребрну медаљу. На светским првенствима и олимпијским играма одиграо је укупно 19 утакмица, уз учинак од 3 постигнута гола и 4 асистенције.